# 高雄市立鳳西國民中學
高雄市立鳳西國民中學（英語：Kaohsiung Municipal Fongsi Junior High School），簡稱鳳西國中，位於臺灣高雄市鳳山區的國民中學。

## 歷史
鳳西國中於1970年12月19日奉臺灣省高雄縣政府教育局核准創校，指定溫興春擔任首屆校長。2010年，高雄縣與省轄市高雄市合併，升格為直轄市高雄市，鳳西國中隨之改隸，改制為「高雄市立鳳西國民中學」。

## 歷任校長
- 首任校長： 溫興春
- 第二任校長： 錢金濤
- 第三任校長： 鄭松炎
- 第四任校長： 林福星
- 第五任校長： 黃隆正
- 第六任校長： 劉和平
- 第七任校長： 黃白蘭
- 第八任校長： 林月盛
- 第九任校長： 向永樂
- 第十任校長： 林建志
- 第十一任校長： 郭虹珠[2]

## 校友
- 黃珊珊[3]
- 李雨蓁[4]

## 姊妹校
- 蔚山廣域市：南倉中學校（朝鲜语：남창중학교）

## 外部連結
- 高雄市立鳳西國民中學（页面存档备份，存于）